# انگست
اَنْگْسْت یا آنْگْسْت(به عربی: خَشْيَةُ، خَشْيَةُ النَّاسِ)(به آلمانی: Angst) به‌معنی ترس یا اضطراب است. این کلمه معادل کلمهٔ angst در زبان‌های دانمارکی، نروژی و هلندی، و کلمهٔ Angst در آلمانی است و از این زبان‌ها وارد انگلیسی شده‌است. کلمهٔ «انگست» از قرن نوزدهم در ترجمهٔ انگلیسیِ آثار سورن کی‌یرکگور و زیگموند فروید پدیدار شد. در زبان انگلیسی، این کلمه برای توصیف احساس شدید نگرانی، اضطراب، یا آشفتگیِ درونی به‌کار می‌رود.